# Hans Bauer (Skisportler)
Hans Bauer (* 11. Dezember 1903 in Bayrischzell; † 30. Dezember 1992 ebenda) war ein deutscher Skisportler. Er war auf den Skilanglauf und die Nordische Kombination spezialisiert.

## Werdegang
Bauer gehörte gemeinsam mit Fritz Pellkofer und Gustl Müller zum Bayrischzeller Kleeblatt. 1922 gründeten die Sportler schließlich den Skiclub Bayrischzell und 1930 die Bayrischzeller Skischule. 1927 und 1928 wurde er mit der 4-mal-10-Kilometer Staffel des Bayerischen Skiverbandes deutscher Meister im Skilanglauf. Außerdem nahm er bei den Olympischen Winterspielen 1928 in St. Moritz im Skilanglauf über die Distanzen 18 km (Rang 20) und 50 km (Rang 12) teil.
Bauer nahm an den Nordischen Skiweltmeisterschaften 1929 in der Nordischen Kombination teil und beendete den Wettbewerb als Neunzehnter.
Bauer war von Beruf Landwirt und arbeitete im Winter als Skilehrer. Er trug den Spitznamen „Zeller Hahn“. Zum 1. Juni 1929 trat er der NSDAP bei (Mitgliedsnummer 137.867), schied aber schon zum 1. Februar 1930 wieder aus.